# Цубитили (Пескара)
Цубитили (итал. Zubbitilli) је насеље у Италији у округу Пескара, региону Абруцо.
Према процени из 2011. у насељу је живело 74 становника. Насеље се налази на надморској висини од 202 м.